# تونكو عبد الرحمن
تونكو عبد الرحمن ڤوترا الحاج ابن سلطان عبد الحميد حليم شاه (1321 هـ-1411 هـ، 1903- 1990م) سياسيّ ماليزي وُلد بمدينة ألور ستر بولاية قدح دار الأمان ماليزيا. شغل منصب أول رئيس وزراء لاتحاد مالايا من 1955 إلى 1957 ، قبل أن يصبح أول رئيس وزراء في ماليزيا بعد الاستقلال في 1957. وظلّ رئيس الوزراء بعد تشكيل ماليزيا في عام 1963 ، عندما انضمت صباح وساراواك وسنغافورة إلى الاتحاد حتى استقالته عام 1970.

## التعليم
التحق بالمدرسة الوطنية في بلدته ألور ستار، ثم بالمدرسة الإنجليزية بماليزيا، ثم بجامعة كامبريدج في بريطانيا عام 1342 هـ، 1923م حيث حصل على شهادة البكالوريوس في القانون والتاريخ. وفي عام 1368هـ، 1948م، حصل على درجة بكالوريوس في القانون من بريطانيا. وفي عام 1387هـ، 1967م حصل على درجة الامتياز في القانون من كلية إينز شامبل، كما حصل على العديد من درجات الدكتوراه الفخرية.

## العمل
- عُيِّن عام 1380هـ، 1960م رئيسًا لجامعة الملايو، واستمرّ في هذا المنصب حتى عام 1390هـ، 1970م.
- وشغل منصب رئيس وزراء ماليزيا لمدة 13 عامًا من 1957 إلى 1970م.
- دُعي ليصبح رئيساً لفرع المنظمة الوطنية الملايوية في قدح، وهي منظمة أسسها الداتو عون بن جعفر
- قاد الحزب في كفاح دستوريّ مرير للحصول على الاستقلال عن بريطانيا. تم إعلان الاستقلال في الحادي والعشرين من أغسطس عام 1376هـ، 1957م.
- كان أول أمين عام لمنظمة المؤتمر الإسلامي.
- اقترح إنشاء البنك الإسلامي للتنمية الخيرية الإسلامية في ماليزيا بركيم، فقام بأنشطة إسلامية أدّت إلى دخول غير المسلمين في الإسلام على نطاق واسع.
- رئيس الاتحاد الآسيوي لكرة القدم لمدة 18 عاما من 1958 إلى 1976م.
- وبمبادرة منه، تم في كوالا لامبور إنشاء المجلس الإقليميّ للدعوة الإسلامية لمنطقة جنوب شرقي آسيا والمحيط الهندي بالتعاون مع رابطة العالم الإسلامي بمكة المكرمة عام 1401هـ، 1980م.

## جوائز
حاز جائزة الملك فيصل العالمية لخدمة الإسلام عام 1403هـ، 1983م.

## روابط خارجية
- تونكو عبد الرحمن على موقع الموسوعة البريطانية (الإنجليزية)
- تونكو عبد الرحمن على موقع الموسوعة البريطانية (الإنجليزية)
- تونكو عبد الرحمن على موقع مونزينجر (الألمانية)
- تونكو عبد الرحمن على موقع إن إن دي بي (الإنجليزية)